# 蔡方炳
蔡方炳（1626年—1709年），字九霞，號息關。江南昆山人。工書法，尤善草書。

## 生平
明季诸生。康熙十八年舉博學鴻儒科，以病辭。

## 家族
父蔡懋德，明末山西巡撫。

## 著作
著有《廣治平略》正續44卷、《增訂廣輿記》24卷、《憤助編》2卷、《銓政記》1卷、《馬政記》1卷、《歷代茶榷志》1卷、《長洲縣志》22卷、《恥存齋集》20卷等。